# Peripartale Blutung
Peripartale Blutung (auch Peripartale Hämorrhagie, kurz PPH) ist eine Blutung in der Spätschwangerschaft (peripartal: „um die Geburt herum“). Es handelt sich um eine stärkere Blutung, die von der normalen „Zeichnungsblutung“ (normale geringe Blutung zum Geburtsbeginn) zu unterscheiden ist. In Europa sind Komplikationen mit Todesfolge sehr selten. Die häufigsten Blutungsursachen sind die fehlende Zusammenziehung der Gebärmutter nach der Geburt (Uterusatonie), die Placenta praevia (die Plazenta ist hierbei in der Nähe des Gebärmutterhalses eingenistet und überdeckt den Geburtskanal ganz oder teilweise) und die vorzeitige Plazentalösung.

## Epidemiologie
Der mittlere Blutverlust nach einer vaginalen Entbindung betrug in einer französischen Studie im Mittel 228 ml. Schwere Blutungen nach einer Geburt traten in 2,7 % der vaginalen Entbindungen auf. 

## Risikofaktoren
Eine frühzeitige Erfassung (Anamnese) der Risikofaktoren (familiär gehäufte Blutungsneigung, eigene verstärkte Blutungsneigung, Medikamenteneinnahme, vorhergehender Kaiserschnitt oder vorhergehende Ausschabung der Gebärmutter (Kürettage)) erlaubt die Einleitung von Vorsichtsmaßnahmen (Therapie).

## Befund
Mittels Ultraschalldiagnostik und Herztonwehenschreibung (Kardiotokografie, CTG) können Aussagen über das Befinden des Kindes gemacht werden, auch ist mit Ultraschall nachzuweisen, wo die Plazenta lokalisiert ist und ob es eine Blutansammlung gibt, Blutansammlungen im Geburtskanal sind auch mit einer Spekulumuntersuchung gut einsehbar. Die Mutter selber kann unter Zeichen des Blutverlustes die Symptome einer Schockentwicklung haben, wie Blässe, Kaltschweißigkeit, Unruhe, Herzfrequenz > 100/Min, Blutdruck < 100/70 mmHg. Die Urinproduktion wird mit einem Dauerkatheter überwacht und sollte 60 ml/h betragen.

## Diagnose
1. Uterusatonie,
2. Placenta praevia,
3. vorzeitige Plazentalösung,
4. geburtstraumatische Verletzung,
5. Gerinnungsstörungen,
6. plazentare Störungen.

## Therapie
Bei Vorliegen von Risikofaktoren sollte eine Betreuung in einem Zentrum mit entsprechender Ausstattung erfolgen, das wäre in einer Geburtsklinik mit angeschlossener  Intensivstation für Erwachsene, einer Intensivstation für Neugeborene und einer Blutbank. Wichtig ist eine frühzeitige Behandlung der Blutungsursache, adäquate Volumentherapie, Gabe von Erythrozytenkonzentraten und adäquater Ersatz von Fibrinogen.

## Pathologie
Die Uterusatonie ist eine fehlende Kompressionsfähigkeit des Uterus und mit 75 % der Hauptgrund für eine peripartale Blutung. Eine Placenta praevia ist eine häufige Einnistungsstörung der Plazenta (1:200 aller Schwangerschaften), mit teilweiser oder vollständiger Überdeckung des inneren Muttermundes (der dann zum Geburtskanal wird) mit Plazentagewebe, hieraus können Gefäßverletzungen und Blutungen resultieren. Auch die vorzeitige Plazentalösung, also vor der Geburt, mit eventueller Einblutung zwischen Gebärmutter und Plazenta, kann eine Mangelversorgung des Föten (u. a. mit Sauerstoff und Nährstoffen) bedingen und für die Mutter mit einem Blutverlust einhergehen, der je nach Ausmaß mit Komplikationen verbunden sein kann.